# ويليام موريس مريديث جونيور
ويليام موريس مريديث جونيور (بالإنجليزية: William Morris Meredith)‏ هو ضابط ومترجم وشاعر أمريكي، ولد في 9 يناير 1919 في نيويورك في الولايات المتحدة، وتوفي في 30 مايو 2007 في نيو لندن في الولايات المتحدة.

## وصلات خارجية
- ويليام موريس مريديث جونيور على موقع الموسوعة البريطانية (الإنجليزية)
- ويليام موريس مريديث جونيور على موقع ميوزك برينز (الإنجليزية)
- ويليام موريس مريديث جونيور على موقع إن إن دي بي (الإنجليزية)
- ويليام موريس مريديث جونيور على موقع ديسكوغز (الإنجليزية)